# Simon Balázs (kosárlabdázó)
Simon Balázs (Kaposvár, 1980. február 19. –) 79-szeres magyar válogatott kosárlabda játékos, irányító, jelenleg az Alba Fehérvár sportigazgatója.
Magyarországon a Zalaegerszeg csapatánál kezdte pályafutását, majd a Kaposvári KK játékosa lett, ahol két bajnoki és egy kupagyőzelmet szerzett. Ezután megfordult Németországban és Belgiumban is: a 2004–05-ös szezonban játszott a német Bonn csapatnál, ahol 29 mérkőzésen 3,3 pontot 0,9 lepattanót és 1,7 gólpasszt átlagolt. A kettő pontos dobásait 36%-kal, a hármasokat 13%-kal dobta. A belga Leuven csapatához a 2005–06-os szezonban igazolt, ahol 35 mérkőzésen átlag 10,9 pontot, 2 lepattanót és 3,7 gólpasszt ért el. A hármasokat 38 a ketteseket pedig 47 százalékkal dobta.
Hazatérése után egy évet a PVSK-Expo Center Pécs csapatánál töltött, majd öt évig az Albacomp csapatában kosárlabdázott, ezután két évig az ABA Ligában is szereplő Szolnoki Olaj KK játékosa volt. Pályafutása utolsó két évét ismét az Alba Fehérvár együttesénél töltötte, ahol 2016-os visszavonulása után sportigazgatóként tevékenykedik.
Legmagasabb iskolai végzettsége: Testnevelési és Sporttudományi Egyetem

## Nemzetközi szereplés
- 2004–05 Uleb Cup (Telekom Baskets Bonn) (10 mérkőzés, átlag 6,3 pont, 1,3 lepattanó, 1,5 gólpassz)
- 2005–06 Eurocup (Basket Groot Leuven) (6 mérkőzés, átlag 8,5 pont, 2,3 lepattanó, 3 gólpassz)
- 2008–09 CEBL (Albacomp)
- 2009–10 CEBL (Albacomp)
- 2012–13 ABA Liga és EuroChallenge (Szolnok)
- 2013–14 ABA Liga és EuroChallenge (Szolnok)

## Sikerei
- háromszoros magyar bajnok (Kaposvár, 2000–01, 2003–04, Szolnok, 2013–14)
- kétszeres magyar kupagyőztes (Kaposvár, 2004 és Szolnok, 2014)
- magyar bajnokság ezüstérmes (Kaposvár, 2002–03, Albacomp, 2010–11, Szolnok, 2012–13), Alba, 2015–16
- magyar bajnokság bronzérmes (PVSK, 2006–07, Albacomp, 2007–08 és 2011–12)
- CEBL-kupa győztes (Albacomp, 2008–09)
- EuroChallenge 4. helyezett (Szolnok, 2013–14)

## Klubjai
- 1999–2000  ZTE KK
- 2000–2004  Kaposvári KK
- 2004–2005  Telekom Basket Bonn
- 2005–2006  Basket Groot Leuven
- 2006–2007  PVSK-Expo Center Pécs
- 2007–2012  Albacomp
- 2012–2014  Szolnoki Olaj KK
- 2014–2016  TLI-Alba Fehérvár

## Külső hivatkozások
- Albakosár
- Doudiz
- Statisztika